# جيمس والتر تومسون
جيمس والتر تومسون (بالإنجليزية: James Walter Thompson)‏ هو صانع إعلانات ‏ أمريكي، ولد في 28 أكتوبر 1847 في بيتسفيلد في الولايات المتحدة، وتوفي في 16 أكتوبر 1928.